# Taitu Bitul
Taitu Bitul (variantes: Taytu e Betul) (ca. 1851 – Adis Abeba, 11 de fevereiro de 1918) foi uma imperatriz da Etiópia. 

## Ascendência e nobreza
Taitu Bitul nasceu ao redor de 1852, a terceira de quatro filhos de uma família aristocrática etíope, à qual se atribuía relações com a dinastia salomônica. Seu pai, o ras Bitul, era bem menos conhecido que o irmão, Dejazmatch Wube Haile Maryam, que foi regente da região norte da Etiópia, e o maior inimigo de Teodoro II da Etiópia, por volta da década de 1840.
A filha de Dejazmach Wube, sua prima, porém, era a Imperatriz Tiruwork Wube, esposa e depois viúva de Teodoros.
Seu pai governava a província de Semien, e reivindicava ser descendente do Imperador Susenius. Outro ramo lateral da ascendência paterna advinha da poderosa dinastia que governava o distrito de Yejju, de origem Oromo e havia se convertido do cristianismo para o Islã e que, durante quase um século (1779-1855), fez os regentes durante o período em que o país vivia uma espécie de feudalismo, com imperadores fracos no Gondar - período denominado de Zemene Mesafint (ou "Era dos Príncipes").
A mãe de Taitu, Yewubdar, era de uma família nobre secundária do Gondar. Por isso Taitu teve a reputação de defender ferozmente e com orgulho sua linhagem paterna, com raízes nobres em três territórios do país.

## Casamentos
Taitu foi casada quatro vezes, todos estes matrimônios, entretanto, fracassaram. Seus dois irmãos Alula Bitul e Wele Bitul, que haviam ficado muito amigos de Menelik, então governante do Choa, durante a prisão deste em Magdala, no reinado de Teodorus, elogiavam a beleza de suas irmãs. Conta-se que, ao ser apresentado a Taitu, teria Menelik comentado a Wele:
“Por que você deixou para me apresentar a mais bonita por último?”
Menelik, que também vinha de uma série de casamentos mal-sucedidos, teve com Taitu seu último casamento. Juntos, tornaram-se Imperador e Imperatriz da Etiópia, e não tiveram filhos.

## Fundadora deAdis Abeba
Construira Menelik uma igreja devotada a Nossa Senhora no Monte Entoto, e logo depois um palácio. O local, embora estrategicamente protegido, não oferecia condições naturais de povoamento, pois a Corte seguira para lá. Por conta disso, Taitu e suas damas de companhia passaram a viajar com freqüência a um platô ao sul do Entoto, banhado pelo rio Finfine.
Este local era mais agradável, além de oferecer condições mais propícias ao povoamento que junto ao palácio do Monte Entoto. Além da casa erguida pela rainha, muitas outras foram sendo erguidas pelos nobres, depois pelos comerciantes. A este lugar denominou Taitu de “Adis Abeba” (em amárico, “Nova Flor”). Para ali foi transferida – oficialmente em 1887 – a capital de Choa e, mais tarde, capital da própria Etiópia.

## Imperatriz
Taitu é reconhecida na História etíope como uma das mulheres mais poderosas, durante o período em que foi esposa de Menelik, mesmo antes da coroação de ambos, em 1889. Ela comandava a facção conservadora da Corte, que opunha-se aos progressistas, que pleiteavam a modernização e desenvolvimento da Etiópia segundo os parâmetros ocidentais europeus.
Suspeitava profundamente dos reais interesses europeus no país, ela atuou como peça fundamental durante o conflito gerado pelo Tratado de Wuchale, feito com a Itália - país que estendia suas pretensões imperialistas na Eritreia - em que a versão italiana abria margem para estender ao território etíope a condição de protetorado, enquanto a versão em amárico ocultava tais condições.
A Imperatriz sustentou uma oposição ferrenha aos italianos, e apesar da pobreza da nação, quando da invasão italiana do território além daquele pactuado, acompanhou seu esposo na marcha do Exército Imperial - em grande parte armado de lanças e flechas - que redundou na histórica Batalha de Adwa - onde os etíopes impuseram humilhante derrota aos invasores, no ano de 1894.
Menelik, que habitualmente hesitava e adiava as decisões desagradáveis, tinha na esposa uma útil aliada capaz de negar peremptoriamente, enquanto ele próprio esquivava-se de ofender ou recusar pessoalmente alguns pleitos. Essa estratégia fez com que a Imperatriz teve crescente impopularidade, ao passo em que seu esposo continuava bem-quisto por seu povo e pela Corte.
Quando a saúde de Menelik começou a declinar, por volta de 1906, Taitu passou a decidir por ele, enfurecendo seus adversários, pois esta passou a nomear seus favoritos e parentes para as principais posições e cargos, aumentando seu poder e influência.

## Ocaso
Amplamente desgastada por acusações de xenofobia e nepotismo pela nobreza de Choa e do Tigré, aliadas aos partidários de Lij Iyasu, neto de Menelik por conta de um dos seus casamentos anteriores, Taitu foi alvo de conspiração destinada a afastar-lhe do poder. Em 1910, finalmente, seus adversários conseguiram apear-lhe do mando, impondo-lhe uma regência sob o ras Tessema Nadew.
A imperatriz ficou adstrita, por imposição, aos cuidados do marido doente - o que mais ainda a enfraqueceu politicamente.
Como não teve nenhum filho com o Imperador, a morte de Menelik em 1913 provocou a ascensão ao trono de Lij Iyasu. Taitu foi, então, banida para ao velho palácio do Monte Entoto, perto da igreja de Santa Maria onde haviam sido, anos antes, coroados.

## Últimos anos
Acredita-se que Taitu teve pouca relevância nos movimentos que provocaram a deposição do imperador Iyasu V, em 1916, e sua substituição pela sua enteada Zauditu - embora filha de um outro casamento de Menelik, Zauditu sempre esteve ligada à madrasta, e era ainda casada com um sobrinho dela, o ras Gusga Welle.
Taitu viveu seus últimos anos de vida no velho palácio do Entoto, onde morreu em 1918. Encontra-se sepultada no Mosteiro Mariano, em Adis-Abeba.